# (172191) Ralphmcnutt
(172191) Ralphmcnutt est un astéroïde de la ceinture principale.

## Description
(172191) Ralphmcnutt est un astéroïde de la ceinture principale. Il fut découvert le 10 août 2002 à Cerro Tololo par Marc William Buie. Il présente une orbite caractérisée par un demi-grand axe de 2,64 UA, une excentricité de 0,06 et une inclinaison de 11,1° par rapport à l'écliptique